# Kyle Blanks
Pour les articles homonymes, voir Blanks.
Kyle Nathaniel Blanks (né le 11 septembre 1986 à Souderton, Pennsylvanie, États-Unis) est un joueur de premier but et voltigeur de la Ligue majeure de baseball.

## Carrière

### Padres de San Diego
Kyle Blanks est repêché en 42e ronde par les Padres de San Diego en 2004. Imposant athlète de 1,98 m (6′ 6″) et 125 kg (275 lb), il gravit rapidement les échelons en ligues mineures. En 2008 avec les Missions de San Antonio, le club-école de niveau Double-A des Padres dans la Ligue du Texas, il maintient une moyenne au bâton de ,325 avec 20 coups de circuit et 107 points produits en 132 matchs. 

#### Saison 2009
Ses progrès son tels qu'en janvier 2009 Baseball America classe Blanks au sommet de sa liste des joueurs les plus prometteurs dans l'organisation des Padres. Alors qu'il s'aligne dans le niveau Triple-A avec les Beavers de Portland de la Ligue de la côte du Pacifique, il est rappelé par San Diego pour remplacer dans l'alignement Cliff Floyd, blessé. Joueur de premier but dans les rangs mineurs, le jeune joueur est converti en voltigeur par les Padres. Il joue son premier match dans les majeures le 19 juin 2009. Le 20 juin, il obtient son premier coup sûr au plus haut niveau, contre le lanceur des Athletics d'Oakland, Michael Wuertz. Il claque son premier circuit dans les majeures le 21 juillet aux dépens de Leo Nunez, des Marlins de la Floride. Blanks joue avec les Padres jusqu'à la fin août, soit jusqu'à ce qu'une blessure au pied droit le force à l'inactivité, et totalise 54 parties jouées dans la saison 2009. Il maintient une moyenne au bâton de ,250 avec dix circuits et 22 points produits.

#### Saison 2010
Il amorce la saison 2010 avec les Padres. Éprouvant des ennuis en offensive, sa moyenne au bâton n'est que de ,157 malgré trois coups de circuit et 15 points produits. Il est placé sur la liste des joueurs blessés en mai en raison de douleurs persistantes à l'épaule droite. Une opération de type Tommy John à l'épaule met un terme à sa saison.

#### Saison 2011
Il fait son retour avec les Padres le 22 juillet 2011. Il frappe pour ,229 avec 7 circuits et 26 points produits en 55 matchs.

#### Saison 2012
Blanks ne dispute que quatre parties en 2012. Dès avril, il subit une seconde opération en trois ans et la chirurgie à l'épaule repousse son retour au jeu en 2013.

#### Saison 2013
En 2013, Blanks joue son nombre de matchs le plus élevé depuis son entrée dans les majeures. En 88 parties des Padres, il frappe pour ,243 avec 8 circuits et 35 points produits.

### Athletics d'Oakland
Il ne joue que 5 matchs en 2014 pour San Diego. Le 15 mai 2014, les Padres l'échangent aux Athletics d'Oakland pour le voltigeur Jake Goebbert et le lanceur droitier Ronald Herrera, tous deux joueurs des ligues mineures. Il frappe pour ,333 de moyenne au bâton grâce à 15 coups sûrs en 45 présences au bâton en fin d'année pour Oakland. En 21 matchs, il soutire 8 buts-sur-balles et affiche une moyenne de présence sur les buts de ,446. Ces statistiques lui permettent de terminer son année avec deux circuits, 7 points produits (tous à Oakland) et une moyenne au bâton de ,309 en 26 parties jouées au total pour les Padres et les Athletics.

### Rangers du Texas
Blanks signe le 16 décembre 2014 un contrat des ligues mineures avec les Rangers du Texas. Il maintient une moyenne au bâton de ,313 en 18 matchs joués pour les Rangers en 2015 et frappe 3 circuits.

### Giants de San Francisco
Le 24 novembre 2015, Blanks signe un contrat des ligues mineures avec les Giants de San Francisco.